# Баронг (мифология)
Баро́нг (индон. Barong) — персонаж балийской и яванской мифологии. Фигурирует в различных звероподобных обличьях, самым известным и почитаемым среди которых является образ четвероногого либо двуногого существа с львиной головой.
Являясь предводителем добрых сил, ведёт борьбу с повелительницей демонов Рангдой. Данный мифологический сюжет является основой ритуального костюмированного танца, весьма популярного среди балийцев и жителей некоторых районов Явы.

## Роль Баронга в балийской и яванской мифологии
Образ Баронга сложился на Бали и в восточной части Явы в период, когда население этих островов Малайского архипелага исповедовало различные формы анимизма. Свидетельством анимистических корней этого персонажа исследователи считают этимологию его имени, которое увязывается с названием медведя в древнебалийском и древнеяванском языках («бахруа́нг», «баруа́нг»), а также его звероподобный внешний облик. В мифах, бытующих среди жителей различных районов Бали и Явы, Баронг предстает двуногим или четвероногим существом с чертами самых разных животных —  медведя, кабана, собаки, буйвола, слона или тигра, но чаще всего — льва. Во многих мифах он фигурирует как «Повелитель джунглей». В соответствии с одной из легенд Баронг изначально имел облик обычного человека, однако был превращён в звероподобное существо лесными феями в отместку за сексуальные домогательства.
Баронг является главным положительным персонажем явано-балийского легендариума, олицетворением добра и справедливости. Он предводительствует силами добра в их бесконечной борьбе с силами зла — демонами, которых, в свою очередь, возглавляет их общая мать и королева Рангда, имеющая внешность безобразной старухи с огромными выпученными глазами и длинными клыками. Противоборство между Баронгом и Рангдой представляет собой одну из основных сюжетных линий местного мифологического эпоса, в которой наряду с мифическими существами присутствуют реальные исторические персонажи, в частности балийско-яванский правитель начала XI века Аирланга. Так, в решающую схватку с Рангдой Баронг вступает по просьбе Аирланги: последний, к тому моменту уже потерпевший поражение от полчища демонов, передаёт остатки своего войска под начало звероподобного союзника. Рангда с помощью чёрной магии ввергает сопровождающих Баронга воинов в транс и пытается заставить их совершить коллективное самоубийство — заколоться собственными крисами, однако предводитель сил добра, также прибегая к магии, делает бойцов неуязвимыми и в конечном итоге вынуждает королеву демонов ретироваться.

## Баронг в современной индонезийской культуре
Образ Баронга пользуется особой популярностью в балийской народной культуре, и несколько меньшей — в яванской. Среди балийцев, а также среди части жителей Центральной и Восточной Явы он считается защитником людей, покровителем деревень, символом удачи, благополучия и достатка. Рельефные или скульптурные изображения Баронга — иногда весьма внушительного размера — часто размещают на стенах или, соответственно, у входа в жилые дома или общественные учреждения как обереги от злых сил.
Сражение Баронга с Рангдой является сюжетной основой популярнейшего театрализованного танцевального представления, называемого «танец Баронга» либо «баронган» (индон. tari Barong, Barongan) — подобия европейской средневековой мистерии. Красочная фигура Баронга, изготовляемая из дерева, ткани, перьев, пальмовых листьев и другого материала, обычно приводится в движение двумя танцорами, влезающими в неё снизу — один из них манипулирует маской (в большинстве местностей Бали, Центральной и Восточной Явы она представляет подобие львиной морды с густой гривой и бородой, но в некоторых районах традиционно воспроизводит черты других животных), другой управляет туловищем. Кружась в быстром танце, фигуры Баронга и Рангды попеременно наступают друг на друга в окружении танцовщиков, изображающих солдат Аирланги, в то время, как последние, вооруженные крисами, изображают попытки самоубийства. Подобное действо как правило сопровождается игрой гамелана. В декабре 2015 года танец Баронга наряду с восемью другими балийскими народными танцами был включен в предварительный Список нематериального культурного наследия человечества ЮНЕСКО по Индонезии.
Изначально танец Баронга носил сугубо ритуальный характер: на Бали маски Баронга и Рангды традиционно хранились в индуистских храмах, их использование предварялось различными мистическими обрядами. Однако со временем он в значительной степени превратился в развлекательное шоу и в настоящее время систематически включается в программы различных культурных фестивалей и активно популяризируется в качестве туристической достопримечательности, хотя подготовка к нему обычно по-прежнему сопровождается определёнными ритуалами. Кроме того, маски и различные изображения Баронга — например, на футболках — стали на Бали популярными туристическими сувенирами.